# アルベローナ
アルベローナ（イタリア語: Alberona）は、イタリア共和国プッリャ州フォッジャ県にある、人口約900人の基礎自治体（コムーネ）。

## 地理

### 位置・広がり

#### 隣接コムーネ
隣接するコムーネは以下の通り。括弧内のBNはベネヴェント県所属を示す。
- ビッカリ
- ルチェーラ
- ロゼート・ヴァルフォルトーレ
- サン・バルトロメーオ・イン・ガルド (BN)
- ヴォルトゥラーラ・アップラ
- ヴォルトゥリーノ

## 文化・観光
「イタリアの最も美しい村」クラブ加盟コムーネである。